# The Baptised Traveller
| Recensione | Giudizio |
| ---------- | -------- |
| AllMusic   |          |

The Baptised Traveller è il primo album discografico solista del batterista jazz britannico Tony Oxley (a nome Tony Oxley Quintet), pubblicato dalla casa discografica CBS Records nel 1969.

## Tracce

### LP
Lato A
1. Crossing (Tony Oxley)
2. Arrival (Tony Oxley)

Lato B
1. Stone Garden (Charlie Mariano)
2. Preparation (Tony Oxley)

- L'album originale non riportava la durata dei singoli brani

### CD
Edizione CD del 1999, pubblicato dalla Columbia Records (494438 2)
1. Crossing / Arrival – 17:37 (Tony Oxley)
2. Stone Garden – 17:10 (Charlie Mariano)
3. Preparation – 4:04 (Tony Oxley)

## Formazione
Tony Oxley Quintet
- Tony Oxley - batteria
- Evan Parker - sassofono tenore
- Kenny Wheeler - tromba, flicorno
- Derek Bailey - chitarra
- Jeff Clyne - contrabbasso

Note aggiuntive
- David Howells - produttore
- Registrazioni effettuate il 3 gennaio 1969 al CBS Studios di Londra (Inghilterra)
- Mike FitzHenry - ingegnere delle registrazioni
- Tony Oxley - arrangiamenti, note retrocopertina album originale
- Bob Houston - note retrocopertina album originale[1]